# عديل الروح (مسلسل)
عديل الروح، مسلسل كويتي عرض في رمضان 2005. من تأليف فجر السعيد ومن إخراج رمضان علي.

## القصة
تدور قصة المسلسل المكون من ثلاثين حلقة حول خالد الذي يتزوج من بنت خاله نورية، زواجاً تقليدياً وهو الزواج المتعارف عليه عند الأسر الأرستقراطية حفاظاً على الثروة أو للمساعدة في الوصول إلى أعلى الراتب وهو ما حققه خالد حيث وصل إلى البرلمان ثم إلى الوزارة. لم يشعر خالد يوماً بحب نورية التي من جانبها لم تبذل أي مجهود للحصول على قلب زوجها وكأن زواجها من خالد هو نهاية المطاف لا بدايته. ينشغل خالد بعمله السياسي، وتنشغل نورية بحياتها الخاصة من زيارات عائلية واجتماعية وإقامة الحفلات لذلك كان من الطبيعي أن يلجأ خالد إلى البحث عن حب جديد يتحول إلى زواج سري. من جهة ثانية يثمر الزواج بين خالد وابنة خاله نورية خمسة أبناء: أربعة بنات وولد: ريم، راكان، رانيا، رناد، رشا.
يمثل كل واحد منهم نموذجا مختلفاً من الشخصيات لكنهم جميعاً يدورون في فلك الأسرة المفككة. ريم، سيدة مجتمع من الطراز القديم التي ترى أن حياة المرأة هي بيتها وأولادها وتسعى دائماً إلى لم شمل العائلة. رانيا، على النقيض من ريم، مستهترة ولا تعبأ بالعادات والتقاليد. رناد، الثالثة في البنات والرابعة في الترتيب جاءت بعد راكان وكان أهلها يتمنونها ولداً وبالفعل جاءت تصرفاتها كالولد مع إنها بنت. رشا، الرابعة في البنات والخامسة في الترتيب تمر بمرحلة سن المراهقة لذلك فهي تائهة بين أخوتها الثلاث. راكان، وحيد خالد نشأ بين أربع بنات وأم وأب مشغولين فاعتبر نفسه الأب والأم لإخوته لكنه نغلق على نفسه ويعاني من عقدة ابن المسئول الكبير الذي يحترمه الناس تقديراً لمركز والده وليس لشخصه.

## فريق الممثلين
- خالد النفيسي
- منى عبد المجيد
- إبراهيم الحربي
- بدرية أحمد
- عبير أحمد
- يعقوب عبد الله
- محمود بوشهري
- مشاعل الزنكوي
- عبد الله الطراروة
- شجون الهاجري
- كويت عالية
- خالد العجيرب
- أمل عباس
- فؤاد علي
- محمد العلوي
- فلاح مطر
- زهرة دعيج
- أحمد العونان
- مشاري البلام
- سعود الشويعي